# Mistrzostwa Polski w Badmintonie 2000
36. Mistrzostwa Polski w Badmintonie 2000 odbyły się w dniach 4 - 6 lutego 2000 w Częstochowie

## Medaliści
| Konkurencja:            | Złoto:                                                                    | Srebro:                                                             | Brąz: |
| gra pojedyncza kobiet   | Katarzyna Krasowska (Technik Głubczyce)                                   | Kamila Augustyn (Piast-B Słupsk)                                    | Agnieszka Czerwińska (SKB Suwałki) Joanna Szleszyńska (SKB Suwałki)                                                                        |
| gra pojedyncza mężczyzn | Jacek Niedźwiedzki (SKB Suwałki)                                          | Mateusz Walaszek (Technik Głubczyce)                                | Przemysław Wacha (Technik Głubczyce) Kamil Turonek (SKB Suwałki)                                                                           |
| gra podwójna kobiet     | Bożena Haracz (Technik Głubczyce) Katarzyna Krasowska (Technik Głubczyce) | Kinga Rudolf (Kolejarz Częstochowa) Agata Stelmaszczyk (AZS Kraków) | Barbary Kulanty (SKB Suwałki) Joanna Szleszyńska (SKB Suwałki) Agnieszka Czerwińska (SKB Suwałki) Agnieszka Jaskuła (Piast-B Słupsk)       |
| gra podwójna mężczyzn   | Michał Łogosz (Technik Głubczyce) Robert Mateusiak (SKB Suwałki)          | Przemysław Wacha (Technik Głubczyce) Piotr Żołądek (Piast-B Słupsk) | Jacek Niedźwiedzki (SKB Suwałki) Damian Pławecki (AZS Kraków) Marcin Burzyński (Piast-B Słupsk) Kamil Turonek (SKB Suwałki)                |
| gra mieszana            | Robert Mateusiak (SKB Suwałki) Barbara Kulanty (SKB Suwałki)              | Piotr Żołądek (Piast-B Slupsk) Kamila Augustyn (Piast-B Słupsk)     | Wojciech Skrodzki (Piast-B Słupsk) Krystyna Polakowska (Warmia Olsztyn) Damian Pławecki (AZS Kraków) Dorota Grzejdak (Ołobok Ostrów Wlkp.) |